# 761
| [ Edytuj tabelę ]          |                                 |
| Król Asturii               | - 757 Fruela I 768              |
| Cesarz Bizancjum           | - 741 Konstantyn V Kopronim 775 |
| Chan Bułgarii              | - 760 Telec 763                 |
| Cesarz Chin                | - 756 Tang Suzong 762           |
| Król Essexu                | - 758 Sigeric 798               |
| Król Franków               | - 751 Pepin Krótki 768          |
| Cesarz Japonii             | - 758 Junnin 764                |
| Kalif                      | - 754 Al-Mansur 775             |
| Patriarcha Konstantynopola | - 754 Konstantyn II 766         |
| Król Longobardów           | - 757 Dezyderiusz 774           |
| Król Mercji                | - 757 Offa 796                  |
| Król Nortumbrii            | - 759 Etelwald Moll 765         |
| Papież                     | - 757 Paweł I 767               |
| Doża Wenecji               | - 756 Domenico Monegario 764    |
| Król Wessexu               | - 757 Cynewulf 786              |

Rok 761 / DCCLXI
stulecia: VII wiek ~
VIII wiek ~
IX wiek

lata: 751 «
756 «
757 «
758 «
759 «
760 «
761
» 762
» 763
» 764
» 765
» 766
» 771

## Urodzili się
- Fenzhou Wuye – chiński mistrz chan szkoły hongzhou (zm. 823)

## Zmarli
- Wang Wei, chiński poeta (ur. 699)